# Leopold Eugen Měchura

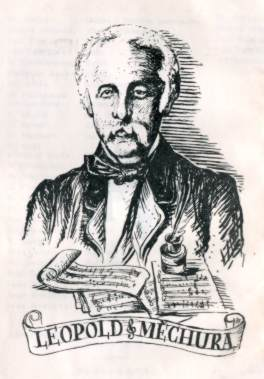
Leopold Měchura

Leopold Eugen Měchura (* 2. Februar 1804 in Prag; † 11. Februar 1870 in Otín bei Klatovy) war ein tschechischer Komponist.

## Leben und Werk
Měchura war ein Sohn des Prager Advokaten und Gutsherren auf Otín, Jan Měchura sowie dessen Frau Marie, geborene Lankisch von Hörnitz. Er studierte Jura an der Prager Karlsuniversität sowie Klavier und Musiktheorie. Er übersiedelte dann nach Otín bei Klatovy. Als städtischer Justiziar in Klatovy pflegte er Musik als Privatunterhaltung und wirkte auch bei vielen Aufführungen mit.
Er komponierte sehr viele Vokalwerke, Kirchenmusik und Opern mit tschechischen und deutschen Texten. Sein bekanntestes Werk Marie Potocká nach einer Dichtung Puschkins wurde 1871, ein Jahr nach Měchuras Tod, im Prager Nationaltheater unter Leitung von Bedřich Smetana uraufgeführt.
Er war ein typischer Liebhabermusiker des Biedermeier, wurde aber nach einem Konzert seiner Werke am 22. März 1868 in Prag als bedeutender nationaler Komponist gefeiert.
Měchura war der Schwager von František Palacký.